# Mladen Dabanovič
Mladen Dabanovič (Maribor, 1971. szeptember 13. –), szlovén válogatott labdarúgókapus.
A szlovén válogatott tagjaként részt vett a 2000-es Európa-bajnokságon és a 2002-es világbajnokságon.

## Sikerei, díjai
Maribor
- Szlovén kupagyőztes (2): 1991–92, 1992–94

Rudar Velenje
- Szlovén kupagyőztes (1): 1997–98